# Ambert (quận)
Quận Ambert là một quận của Pháp, nằm ở tỉnh Puy-de-Dôme, ở vùng Auvergne-Rhône-Alpes. Quận này có 8 tổng và 55 xã.

## Các đơn vị hành chính

### Các tổng
Các tổng của quận Ambert là: 
1. Ambert
2. Arlanc
3. Cunlhat
4. Olliergues
5. Saint-Amant-Roche-Savine
6. Saint-Anthème
7. Saint-Germain-l'Herm
8. Viverols

### Các xã
Các xã của quận Ambert, và mã INSEE là: 
| 1. Aix-la-Fayette (63002)              | 2. Ambert (63003)                     | 3. Arlanc (63010)                   | 4. Auzelles (63023)                    |
| 5. Baffie (63027)                      | 6. Bertignat (63037)                  | 7. Beurières (63039)                | 8. Brousse (63056)                     |
| 9. Chambon-sur-Dolore (63076)          | 10. Champétières (63081)              | 11. Chaumont-le-Bourg (63105)       | 12. Condat-lès-Montboissier (63119)    |
| 13. Cunlhat (63132)                    | 14. Doranges (63137)                  | 15. Dore-l'Église (63139)           | 16. Fayet-Ronaye (63158)               |
| 17. Fournols (63162)                   | 18. Grandrif (63173)                  | 19. Grandval (63174)                | 20. Job (63179)                        |
| 21. La Chapelle-Agnon (63086)          | 22. La Chaulme (63104)                | 23. La Forie (63161)                | 24. Le Brugeron (63057)                |
| 25. Le Monestier (63230)               | 26. Marat (63207)                     | 27. Marsac-en-Livradois (63211)     | 28. Mayres (63218)                     |
| 29. Medeyrolles (63221)                | 30. Novacelles (63256)                | 31. Olliergues (63258)              | 32. Saillant (63309)                   |
| 33. Saint-Alyre-d'Arlanc (63312)       | 34. Saint-Amant-Roche-Savine (63314)  | 35. Saint-Anthème (63319)           | 36. Saint-Bonnet-le-Bourg (63323)      |
| 37. Saint-Bonnet-le-Chastel (63324)    | 38. Saint-Clément-de-Valorgue (63331) | 39. Saint-Ferréol-des-Côtes (63341) | 40. Saint-Germain-l'Herm (63353)       |
| 41. Saint-Gervais-sous-Meymont (63355) | 42. Saint-Just (63371)                | 43. Saint-Martin-des-Olmes (63374)  | 44. Saint-Pierre-la-Bourlhonne (63384) |
| 45. Saint-Romain (63394)               | 46. Saint-Sauveur-la-Sagne (63398)    | 47. Saint-Éloy-la-Glacière (63337)  | 48. Sainte-Catherine (63328)           |
| 49. Sauvessanges (63412)               | 50. Thiolières (63431)                | 51. Valcivières (63441)             | 52. Vertolaye (63454)                  |
| 53. Viverols (63465)                   | 54. Échandelys (63142)                | 55. Églisolles (63147)              |                                        |